# Мои собственные ошибки
«Мои собственные ошибки» (англ. «I Can Do Bad All by Myself») — американская комедийная мелодрама 2009 года автора сценария, режиссёра и продюсера Тайлера Перри, который также воплощает созданный образ главы семейства Мэдеи. Премьера состоялась 11 сентября 2009 года в Канаде и США.

## Сюжет
Фильм начинается с того, как эгоцентричная, слегка помешанная на алкоголе певица Эйприл (Тараджи П. Хенсон) выступает в ночном клубе. В это время в другом конце города Мэдея и Джо (обе роли исполняет Тайлер Перри) ловят грабителей, которые залезли в их дом. Ими оказываются совсем юные подростки — Дженнифер (Хоуп Олэйд Уилсон), Мэнни (Квеси Боаке) и Байрон (Фредерик Сиглар). Выслушав проблемы детей, Мэдея не решается вызвать полицию, а вместо этого оставляет детей у себя и предлагает накормить. Дженнифер говорит, что все они живут с бабушкой, но не видели её уже четыре дня. Они говорят также, что единственным их родственником является тётя Эйприл.
Эйприл живёт вместе с другом Рэнди (Брайан Дж. Уайт), который женат и у которого есть дети. Утром Мэдея приводит к ней вчерашних детей, но Эйприл не хочет с ними нянчиться. Между тем, пастор Брайан (Марвин Винанс) присылает мексиканского эмигранта Сандино (Адам Родригес), который должен остаться у неё и призван ей помочь. Эйприл не понимает, как он может это сделать, но тем не менее, закрывает его в подвале дома, поскольку совсем с ним не знакома и боится ему доверять. Сандино приводит себя в порядок и становится настоящим красавцем, это замечает Эйприл, возвращаясь домой. Рэнди застаёт их и детей вместе и видит, как Сандино оказывает его любовнице знаки внимания.
Сандино и Эйприл становятся друзьями, она находит в нём утешение и ей приятно быть в его компании. Он ремонтирует сломанную кровать в доме Эйприл. Мэнни и Байрон от этого счастливы, но Дженнифер нет, считая, что тётя Эйприл не хочет, чтобы они оставались с ней, а идти им больше некуда. Сандино и Эйприл устраивают нечто вроде свидания, где молодой человек интересуется, любит ли она Рэнди, ему непонятно, почему она вместе с ним. Он рассуждает, что для него настоящая любовь, в силу которой он верит. Рэнди не нравится, что Сандино постоянно крутится возле Эйприл, он угрожает ему, если тот не оставит её в покое.
Поздно ночью Мэнни нуждается в уколе инсулина. Дженнифер отправляется на кухню, где её хватает Рэнди и пытается изнасиловать. Сандино врывается на помощь, а вскоре Эйприл. Рэнди предлагает Дженнифер секс за деньги. Эйприл уверяет, что верит ему и посылает в ванную, чтобы успокоиться. Отправив Дженнифер в комнату, она приходит к нему в ванную и обещает казнить на электрическом стуле, а именно бросить в воду радио, включённое от сети. Сандино пытается остановить её, но она слишком зла. Она признаётся, что её отчим изнасиловал её, и лгал матери, заставляя потерять веру в людей. Говоря, что Рэнди ничем не отличается от подобных мерзавцев, Эйприл бросает в ванную радио. Рэнди получает небольшой удар током, но успевает выскочить из ванной. Сандино не мешает ему, а говорит вслед, чтобы он больше здесь не показывался.
Эйприл отправляется в бар, чтобы напиться, и винит себя. Сандино пытается остановить её, но она отталкивает его. Она спрашивает, почему он всё своё внимание отдаёт детям. На что Сандино отвечает, что видит себя в них. Он рассказывает о своём детстве, в котором был вынужден работать. Он пытается не обращать внимания на её обиды, прощается и уходит.
Дженнифер и Эйприл пытаются наладить отношения. Дженнифер признаёт, что Сандино хороший человек. В конце концов, Эйприл извиняется перед ним за всё и говорит, что любит его как друга. Парень отвечает, прежде чем его полюбить, она должна научиться любить себя. Он отвечает, что также в неё влюблён, но желает любви не дружеской, а взаимной. Он целует Эйприл.
Финал фильма заканчивается тем, что Эйприл и Сандино женятся. У них небольшая вечеринка, на которой певица Таня (Мэри Джей Блайдж) исполняет песню «Good Woman Down», посвящённой Эйприл.

## В ролях
- Тайлер Перри — Мэдея/Джо
- Тараджи П. Хенсон — Эйприл
- Адам Родригес — Сандино
- Брайан Дж. Уайт — Рэнди
- Хоуп Олэйд Уилсон — Дженнифер
- Квеси Боаке — Мэнни
- Фредерик Сиглар — Байрон
- Глэдис Найт — Вилма
- Мэри Джей Блайдж — Таня

## Критика и отзывы
Фильм получил смешанные отзывы, в основном положительные, что даёт возможность судить о фильме как об ещё одном хорошем проекте Перри. Сайт Rotten Tomatoes сообщил, что 62 % критиков дали фильму положительные оценки из 19 отзывов со средним рейтингом 5,9 из 10. Для сравнения, сайт Metacritic дал фильму 55 % рейтинга на основе 13 отзывов.

## Саундтрек
- «Good Woman Down» — Мэри Джей Блайдж
- «I Can Do Bad» — Мэри Джей Блайдж
- «Playboy» — Candy Coated Killahz
- «Contagious» — Chocolate Butterfly
- «H.D.Y.» — Club Indigo Band
- «Indigo Blues» — Club Indigo Band
- «Lovers Heat» — Club Indigo Band
- «Tears of Pain» — Ruthie Foster
- "Rock Steady — Тараджи П. Хенсон
- «The Need to Be» — Gladys Knight
- «Just Don’t Wanna Know/Over It Now» — Gladys Knight & Marvin Winans
- «Oh Lord I Want You to Help Me» — Cheryl Pepsii Riley & Marvin L. Winans

## Награды и номинации
- «BET Awards» (2010) — номинация в категории «Лучшая актриса» (Тараджи П. Хенсон)
- «Black Reel Awards» (2010) — номинация «Лучшая актриса» (Тараджи П. Хенсон), «Лучшая песня» (Мэри Джей Блайдж)
- «Image Awards» (2010) — номинация «Лучшая актриса» (Тараджи П. Хенсон), «Лучший сценарий» (Тайлер Перри), победа «Лучший актёр второго плана» (Адам Родригес)

## Мировой релиз
- США — 11 сентября 2009 года
- Канада — 11 сентября 2009 года — ограниченный прокат